# Skaftá
Der Fluss Skaftá ist ein Gletscherfluss im Süden von Island.

## Wichtigste Daten
Das Einzugsgebiet des Flusses umfasst 1400 km², seine durchschnittliche Wassermenge 100 m³/s, seine Länge 115 km.
Zahlreiche kleinere Flüsse münden in die Skaftá, darunter auch Quellflüsse und der Útfall, ein Fluss aus dem See Langisjór. Er entspringt im Nordwesten des Vatnajökull und strömt in großem Bogen nach Süden, wo er nicht weit von Kirkjubæjarklaustur in den Nordatlantik mündet.
Der nördlichst gelegene Bauernhof am Fluss heißt Skaftárdalur, dort befand sich vor dem Ausbau der Ringstraße eine Fährgelegenheit für die Reisenden.

## Verlauf

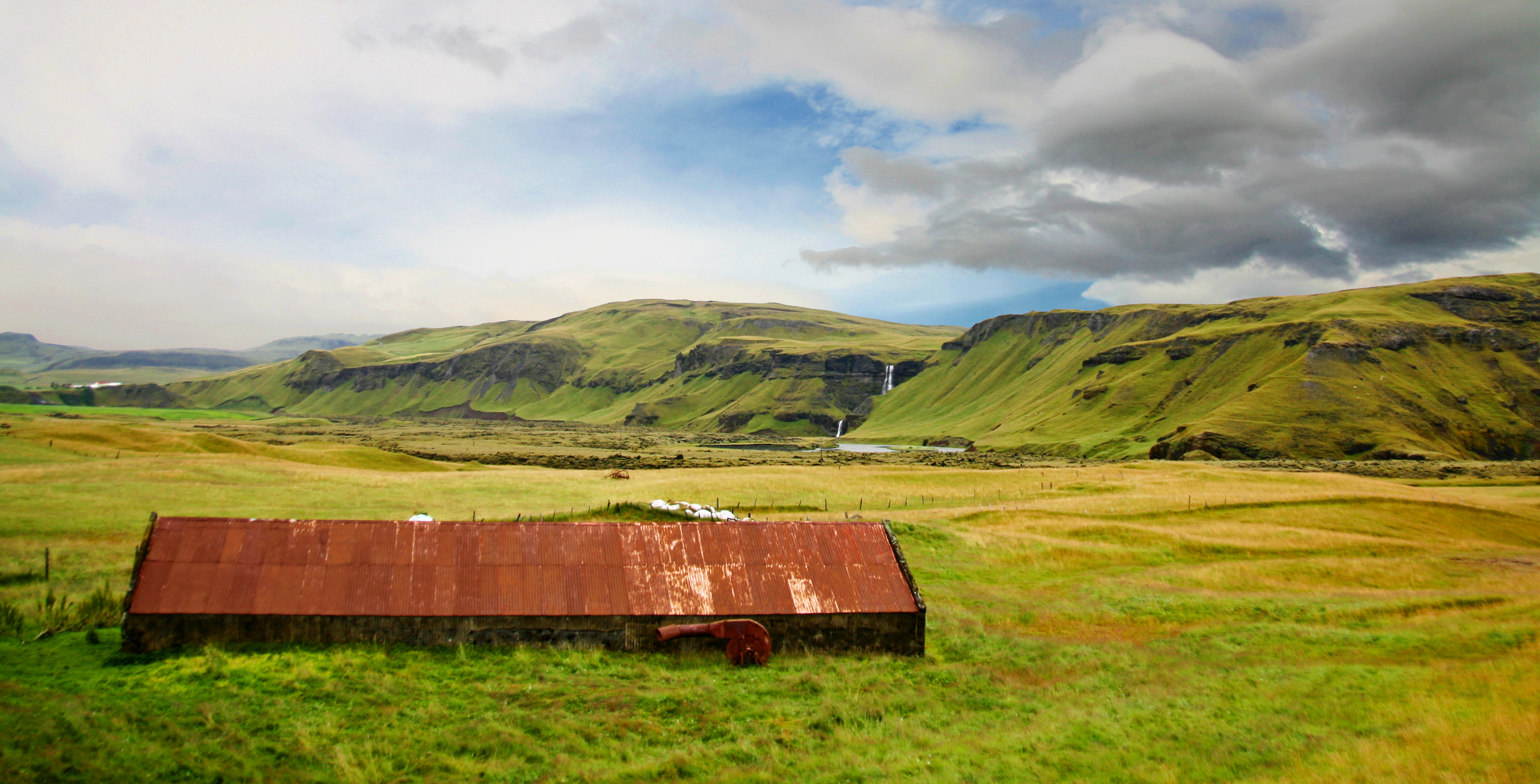
Skaftá bei Kirkjubæjarklaustur

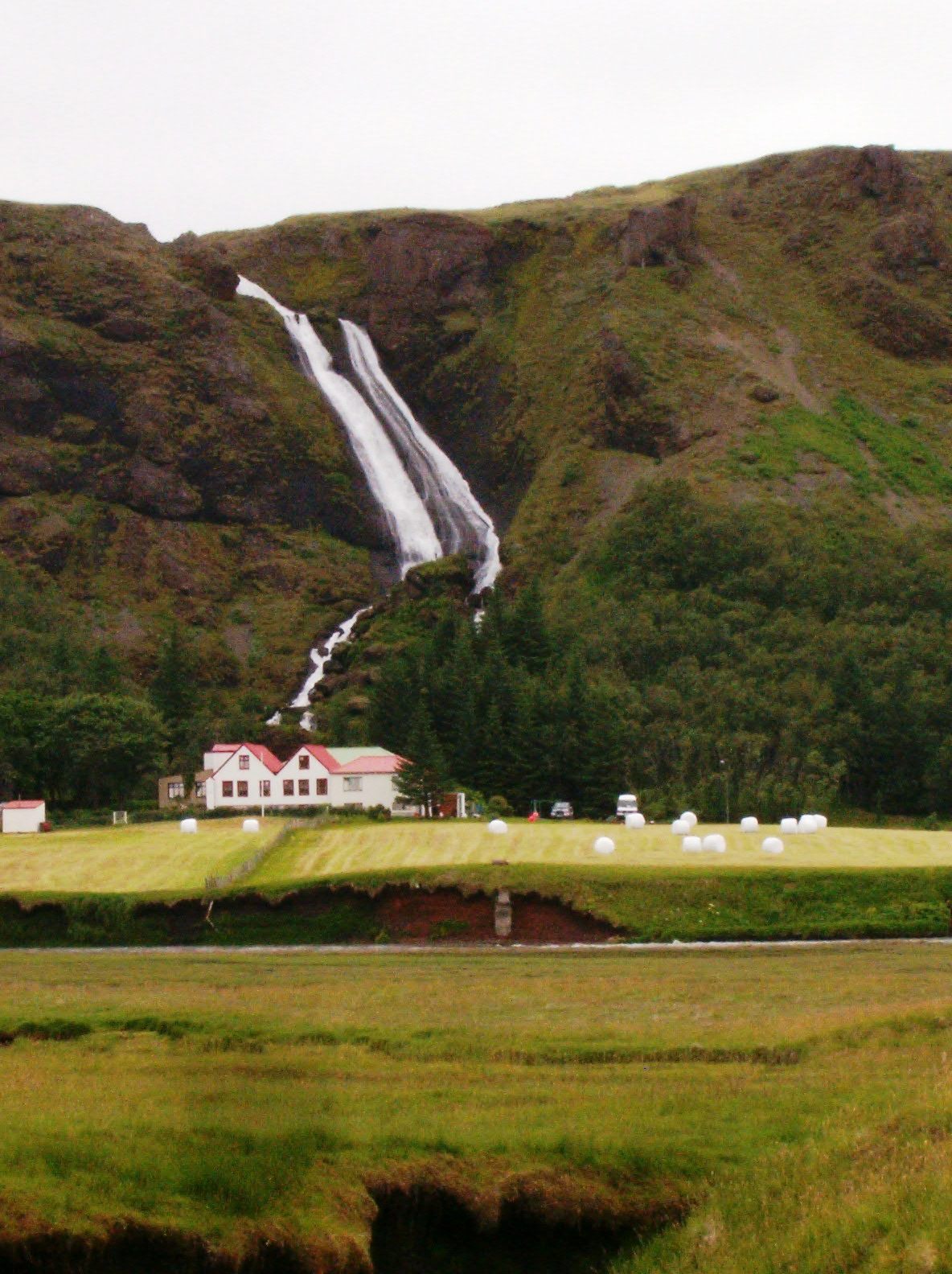
Wasserfall Systrafoss mit Skaftá im Vordergrund

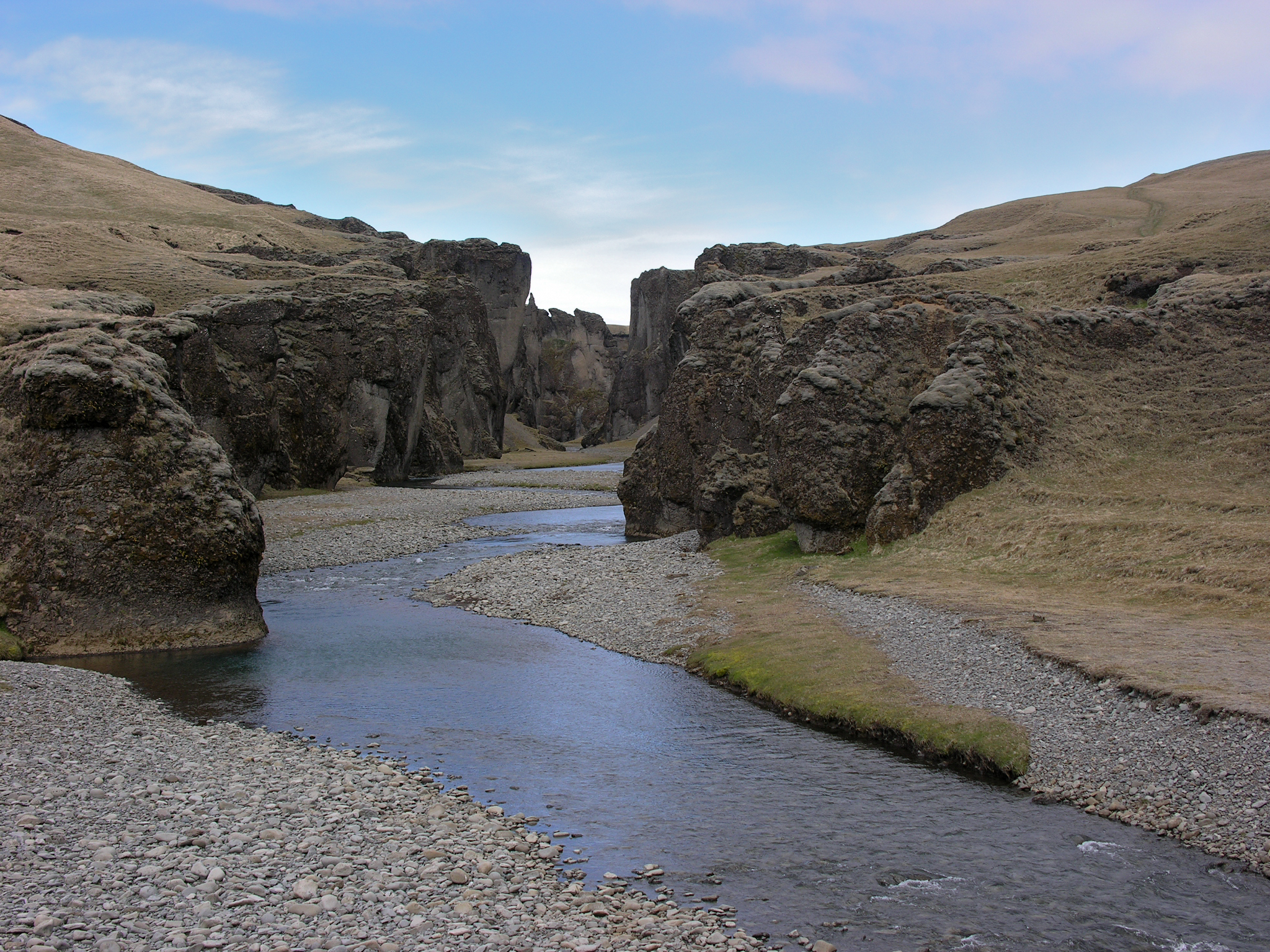
Schlucht eines Nebenflusses: Fjaðrárgljúfur

### Oberlauf der Skaftá
Am Oberlauf strömt die Skaftá aus dem Hochland, zwischen Skaftártunga und Síða hindurch und an mehreren Bauernhöfen vorbei, deren Land bei den Gletscherläufen regelmäßig zu kleineren und größeren Teilen überschwemmt wird.
Oberhalb des Hofes Skaftádalur bildet der Fluss einen 9 m hohen Wasserfall, den Hundafoss.

### Unterlauf der Skaftá
Der Fluss verzweigt sich in seinem unteren Lauf auf dem Mýrdalssandur, so dass der auf der Ringstraße nach Osten Reisende ihn zwischen dem Dorf Vík í Mýrdal und dem nächstgelegenen Ort im Osten, Kirkjubæjarklaustur, dreimal überquert.
Der westlichste Zweig fließt teilweise unterirdisch in den Eldvatn, der seinerseits in den Kúðafljót mündet. Dieser hat seinen Ursprung in der Eldgjá und zahlreiche Zuflüsse aus dem Mýrdalsjökull. In der Mitte des Mýrdalssandur befinden sich die sog. Árkvíslar, Flüsschen und Bäche, von denen manche auch unter den Lavadecken versickern und darunter zum Meer strömen. Der östlichste Zweig heißt Skaftá, strömt als solche durch Kirkjubæjarklaustur und mündet zehn Kilometer südöstlich davon als  Breiðbalakvísl ins Meer.

## Der Einfluss des Vulkanismus: Gletschervulkan Gjálp, Skaftárkatlar und Laki

### Subglaziale Vulkane: Grímsvötn, Gjálp
Der Ursprung der Skaftá liegt im Gebiet eines Vulkans, der unter dem großen Gletscherschild Vatnajökull etwas nordwestlich des Zentralvulkans Grímsvötn liegt und Gjálp genannt wird. Gjálp machte besonders 1996 mit einem Vulkanausbruch und darauffolgenden großen Gletscherlauf über den Skeiðarársandur von sich reden.

### Skaftárkatlar: Regelmäßige Gletscherläufe
Man kann etwa 10 km nordwestlich der Grímsvötn drei Einbruchskessel im Eisfeld erkennen, die sogenannte Skaftárkatlar. Der Durchmesser des größten beträgt etwa 2,5–3 km und er ist 100–150 m tief. Darunter liegt ein ziemlich großes Hochtemperaturgebiet mit einer geschätztem Kapazität von 800 MW.
Dort bildet sich ähnlich wie bei den Grímsvötn, nur noch regelmäßiger, einmal jährlich ein See unter einer Gletscherdecke. Dieser entsteht normalerweise durch langsames, aber stetiges Auftauen des Gletschereises durch ein darunter liegendes Hochtemperaturgebiet. Wenn der See eine gewisse Höhe erreicht hat, schwimmt das Gletschereis auf ihm auf und unter dem Gletscher Skaftárjökull hervor strömt ein Gletscherlauf, der allerdings im Fluss Skaftá in den letzten Jahren und Jahrhunderten nie katastrophale Ausmaße erreicht hat und meist zwischen 500 und 1500 m³/s umfasst. Bis 1954 gab es immer wieder kleinere Gletscherläufe, oft verbunden mit vulkanischer Aktivität unter dem Gletscher. Nach 1954 scheint sich diese verstärkt zu haben. Im Jahre 2010 gab es zwei Gletscherläufe aus den Skaftárkatlar mit einer Höchstmenge von ca. 1.400 m³/s am 28. Juni 2010, Ende Juli 2011 begann ein kleinerer Gletscherlauf, vermutlich aus dem westlichen, kleineren Kessel.
Gefährlich sind die Gase, die diese Gletscherläufe der Skaftá mit sich bringen und die in der Nähe des Gletschers des Öfteren gesundheitsschädliche Grenzen im Schwefeldioxidgehalt überschreiten.

### Vulkanausbrüche bei Laki im 18. Jahrhundert und deren Einfluss auf die Skaftá
Vulkanausbrüche haben auch ihren Einfluss auf den Flussverlauf genommen.
So datiert die Aufspaltung des Flusses von einem der katastrophalsten Ereignisse der isländischen Geschichte, den Vulkanausbrüchen der Lakikrater 1783. Dabei flossen große Lavamengen das Flusstal hinab, der Fluss verdampfte teilweise geradezu, wie Augenzeugen berichten (der Feuerprediger und Pfarrer Jón Steingrímsson aus Kirkjubæjarklaustur).
Auch andere Lavaströme haben Kursabweichungen des Flusses verursacht, wie z. B. der in der Eldgjá um 930 n. Chr. sowie etliche Vulkanausbrüche aus vorgeschichtlicher Zeit, in Island bedeutet das: vor mehr als 1100 Jahren. Denn im Hochland liegen nicht weit von Laki und der Eldgjá auch andere vulkanische Spaltensysteme wie die Kambagígar, die Lambavatnsgígar und die Lyngfellsgígar. Unter den riesigen Lavafeldern von 1783 liegen viele andere Schichten und die meiste Lava strömte offensichtlich dieses Flussbett hinunter.